# Volksbank Kempen-Grefrath
Die Volksbank Kempen-Grefrath eG ist eine Genossenschaftsbank mit Sitz in der nordrhein-westfälischen Stadt Kempen im Kreis Viersen.

## Geschichte
Die heutige Volksbank Kempen-Grefrath eG wurde am 15. Oktober 1883 in Kempen gegründet und entstand im Jahr 1996 durch die Fusion der Volksbank eG Kempen mit dem Sitz in Kempen mit der Spar- und Darlehnskasse Grefrath eG mit dem Sitz in Grefrath. Im Jahr 1993 fusionierte die Volksbank eG Kempen bereits mit der Volksbank Oedt eG mit dem Sitz in Grefrath.

## Rechtsverhältnisse
Die Volksbank Kempen-Grefrath eG ist im Genossenschaftsregister beim Amtsgericht Krefeld unter GnR 242 eingetragen.

## Organisationsstruktur
Rechtsgrundlagen sind das Genossenschaftsgesetz und die durch die Vertreterversammlung beschlossene Satzung. Organe der Bank sind der Vorstand, der Aufsichtsrat und die Vertreterversammlung.

## Sicherungseinrichtung
Die Volksbank Kempen-Grefrath eG ist der amtlich anerkannten Sicherungseinrichtung des Bundesverbandes der Deutschen Volksbanken und Raiffeisenbanken GmbH und der zusätzlichen freiwilligen Sicherungseinrichtung des Bundesverbandes der Deutschen Volksbanken und Raiffeisenbanken e.V. angeschlossen.

## Geschäftsausrichtung
Die Volksbank Kempen-Grefrath eG betreibt das Universalbankgeschäft. Im Verbundgeschäft arbeitet sie mit der DZ Bank, R+V Versicherung, Bausparkasse Schwäbisch Hall, Teambank, VR Leasing,  DZ Hyp und der Union Investment zusammen.

## Geschäftsgebiet
Das Geschäftsgebiet liegt im Norden des Kreises Viersen.
An diesen Orten betreibt die Bank Filialen:
- Kempen (Hauptstelle, jur. Sitz + 1 weitere Geschäftsstelle)
- Grefrath (2 Geschäftsstellen)